# Freedom (Neil Young)
| Recensione       | Giudizio |
| ---------------- | -------- |
| AllMusic         |          |
| Rolling Stone    |          |
| Piero Scaruffi   |          |
| Robert Christgau | A        |

Freedom è un album del cantautore canadese Neil Young pubblicato nel 1989 per l'etichetta Reprise Records (numero di catalogo 925899-1).

## Il disco
L'album è considerato come la rinascita artistica di Neil Young dopo un decennio travagliato e marca un ritorno alle sonorità adottate dall'artista negli anni settanta. Il disco si compone infatti di pezzi folk come Hangin' on a Limb e The Ways of Love e di altri più elettrici come No More e Don't Cry. Dopo molti contrasti (culminati in una causa legale), nel 1988 Young lasciò la Geffen Records per ritornare alla sua etichetta storica, la Reprise Records, pubblicando l'album This Note's for You che riscosse però scarso successo. Freedom, invece, rinverdì la reputazione artistica e commerciale di Young, riportando la sua credibilità ai fasti dell'album del 1979 Rust Never Sleeps. La title track, Rockin' in the Free World, è contenuta nell'album sia in versione acustica sia in versione elettrica, scelta stilistica già intrapresa dal musicista nei precedenti dischi Tonight's the Night e Rust Never Sleeps. Rockin' in the Free World, nonostante il testo polemico nei confronti dell'allora Presidente degli Stati Uniti George H. W. Bush («we got a thousand points of light»; «kinder, gentler machine gun hand»), divenne de facto l'inno della fine della "cortina di ferro" (e nello specifico del crollo del muro di Berlino che ebbe luogo un mese dopo la pubblicazione dell'album).
Una versione editata della versione elettrica di Rockin' in The Free World è stata inoltre usata nei titoli di coda del film Fahrenheit 9/11 di Michael Moore e la canzone fu anche ristampata come singolo all'epoca dell'uscita del documentario.
Tre delle canzoni sul disco (Don't Cry, Eldorado e la cover On Broadway) erano state già pubblicate in precedenza solo in Giappone ed Australia sull'EP Eldorado, e in qualche modo prefigurano l'avvento del movimento grunge ispirato proprio da Young, contenendo riff heavy distorti e pieni di feedback (spesso contrapposti a passaggi più leggeri).

## Tracce
- Le canzoni sono tutte scritte da Neil Young, eccetto dove indicato diversamente.

1. Rockin' in the Free World (live acustico) – 3:38
2. Crime in the City (Sixty to Zero Part I) – 8:45
3. Don't Cry – 4:14
4. Hangin' on a Limb – 4:18
5. Eldorado – 6:03
6. The Ways of Love – 4:29
7. Someday – 5:40
8. On Broadway (Barry Mann, Cynthia Weil, Jerry Leiber, Mike Stoller) – 4:57
9. Wrecking Ball – 5:08
10. No More – 6:03
11. Too Far Gone – 2:47
12. Rockin' in the Free World (elettrica) – 4:41

## Formazione

### Artista
- Neil Young - voce, chitarra, pianoforte

### Altri musicisti
- Chad Cromwell - batteria
- Rick Rosas - basso
- Frank Sampedro - chitarra, tastiere, mandolino
- Ben Keith - sassofono, chitarra, tastiere, voce
- Linda Ronstadt - voce in Hangin' on a Limb
- Poncho Villa - chitarra acustica in Eldorado
- Tony Marsico - basso in No More
- Steve Lawrence - sassofono tenore
- Larry Cragg - sassofono baritono
- Claude Cailliet - trombone
- John Fumo - tromba
- Tom Bray - tromba